# ۶۱۰ (قمری)
۶۱۰ (قمری)، ششصد و دهمین سال در گاهشماری هجری قمری است. اول محرم این سال برابر با ۲۳ مه سال ۱۲۱۳ میلادی است.

## زادگان
- فخرالدین عراقی شاعر و عارف فارسی